# Christoph Klimmt
Christoph Klimmt (* 1976 in Northeim) ist ein deutscher Forscher auf dem Gebiet der Kommunikationswissenschaft und Computerspiele.
Sein Abitur machte er 1995 am humanistischen Gymnasium Josephinum in Hildesheim. 1996 bis 2000 studierte er Medienmanagement mit Nebenfach Wirtschaftswissenschaften am Institut für Journalistik und Kommunikationsforschung der Hochschule für Musik und Theater Hannover. 2004 wurde er promoviert und war seit 2007 zunächst Juniorprofessor für Publizistik mit Schwerpunkt „Online-Kommunikation“ am Institut für Publizistik der Johannes Gutenberg-Universität Mainz. Seit dem 1. September 2010 ist er Professor für Kommunikationswissenschaft am Institut für Journalistik und Kommunikationsforschung an der Hochschule für Musik und Theater Hannover. Er konzentriert sich bei seiner Arbeit gegenwärtig vor allem auf das Thema Computerspiele und Gewalt.
Seit Anfang 2018 ist Klimmt Chefredakteur des Journal of Media Psychology.

## Veröffentlichungen (Auswahl)
- mit C. Blake: Geschlechtergerechte Formulierungen in Nachrichtentexten. In: Publizisti. Band 55, Nr. 3, September 2010, S. 289–304.